# Bad Honnef
Bad Honnef je lázeňské město v okresu Rýn-Sieg v obvodu Kolín Severního Porýní-Vestfálska v Německu. Má přibližně 26 tisíc obyvatel.

## Instituce
Sídlí zde Evropská arboristická rada.

## Partnerská města
- Berck, Francie
- Cadenabbia, Itálie
- Ludvika, Švédsko
- Wittichenau, Sasko, Německo

## Slavní rodáci
- Thorsten Margis – německý bobista jezdící na pozici brzdaře
- Boris Papandopulo – chorvatský skladatel a dirigent
- Guido Westerwelle – německý politik